# Brennan Heart
Brennan Heart, Hans rigtige fulde navn er Fabian Bohn (født 1982), er en hollandsk hardstyleartist.
Han udgjorde det første medlem af Brennan & Heart, men i år 2005 valgte de at gå hver sin vej, og har siden udgivet under hver sit kunstnernavn.
Fabian overtog Brennan & Heart, som duoen hidtil udgav musik under, og ændrede navnet til "Brennan Heart". Den anden del af duoen, 'Heart', skiftede navn til DJ Thera (et anagram for Heart). Siden har Fabian udgivet over 100 sange, bare under forskellige navne, heriblandt "Brennan Heart" og "BladeMasterz".
Hans interesse for elektronisk musik begyndte allerede som 14-årig. Hurtigt blev Brenan Heart opdaget af pladeselskabet EMI Music.
I 2007 skulle han lave temasangen til Defqon.1-festivalen sammen med JDX kaldet Get Wasted.
Brennan Heart's hidtil største numre er: "Runnin' Late", "We Come And We Go" og så selvfølgelig "Lose My Mind", som han lavede i samarbejde med Wildstylez i sommeren 2011. 